# بويلابوش
بويلابوش هي قرية في مقاطعة خوي، إيران. يقدر عدد سكانها بـ 287 نسمة بحسب إحصاء 2016.